# Stamatios Nikolopoulos
Stamatios Nikolopoulos (Grieks: Σταμάτιος Νικολόπουλος) was een Grieks wielrenner. Hij nam deel aan de Olympische Zomerspelen van 1896 in Athene.
Nikolopoulos deed mee aan de 333,33 meter sprint op de baan en werd er tweede achter de Fransman Paul Masson. In de tijdrit van twee kilometer op de baan werd hij ook tweede en opnieuw achter Masson. Nikolopoulos zorgde voor twee zilveren medailles voor gastland Griekenland.
In zijn actieve tijd was hij aangesloten bij Podilatikos Syllogos Athinon.

## Belangrijkste resultaten
OS 1896
 in de sprint, 333,33 m
 in de tijdrit, 2000 m